# Alstom Coradia Duplex
Die Alstom Coradia Duplex sind doppelstöckige Elektrotriebzüge von Alstom für den Regionalverkehr. Die Fahrzeuge sind für Höchstgeschwindigkeiten von 130 bis 200 km/h zugelassen und können als zwei- bis fünfteilige Einheiten mit 185 bis 576 Sitzplätzen geliefert werden. Sie sind in Frankreich, Luxemburg und Schweden im Einsatz.

## Frankreich (Z24500/Z26500)
Die französische Regionen beschafften ab dem Jahr 2000 insgesamt 211 dieser Züge und die SNCF bezeichnete sie als TER 2N NG. Davon gehören 145 Fahrzeuge zur dreiteiligen Baureihe Z24500, während die 42 vier- und 24 fünfteiligen Einheiten unter Bezeichnung Z26500 zusammengefasst werden. Beide Baureihen werden von der SNCF durch die für den Nahverkehr zuständigen Tochtergesellschaften TER in den Regionen Nord-Pas-de-Calais, Lothringen, Pays de la Loire, Rhône-Alpes, Centre, Picardie, Provence-Alpes-Côte d’Azur und Haute-Normandie betrieben. Sie sind je nach Wagenanzahl 81,1 m, 107,5 m oder 133,9 m lang und für 160 km/h zugelassen. Die Einheiten sind als Zweisystemtriebzüge für den Betrieb unter beiden in Frankreich üblichen Fahrdrahtspannungen von 1,5 kV Gleich- und 25 kV Wechselspannung mit 50 Hz ausgelegt. Zudem können sie mit den TER 2N der Baureihe Z 23500 in Vielfachsteuerung verkehren.

## CFL 2200
Die luxemburgische CFL erhielt von 2004 bis 2010 insgesamt 22 dreiteilige Coradia Duplex. Diese Züge sind baugleich mit den Zügen der SNCF des Typs TER 2N NG und bieten 339 Sitzplätze. Die Triebzüge werden im Regionalverkehr nach Belgien und Frankreich eingesetzt.

## SJ X40
Die schwedische Eisenbahn SJ besitzt 42 zwei- und dreiteilige Züge für eine Höchstgeschwindigkeit von 200 km/h.
Die Bestellung von 113 Wagen der Reihe X40 für die SJ war am 10. Januar 2001 erfolgt. Die Inbetriebsetzung begann 2004. Neben der Lieferung übernahm Alstom vertraglich zudem die Instandhaltung der Fahrzeuge.

## Bilder

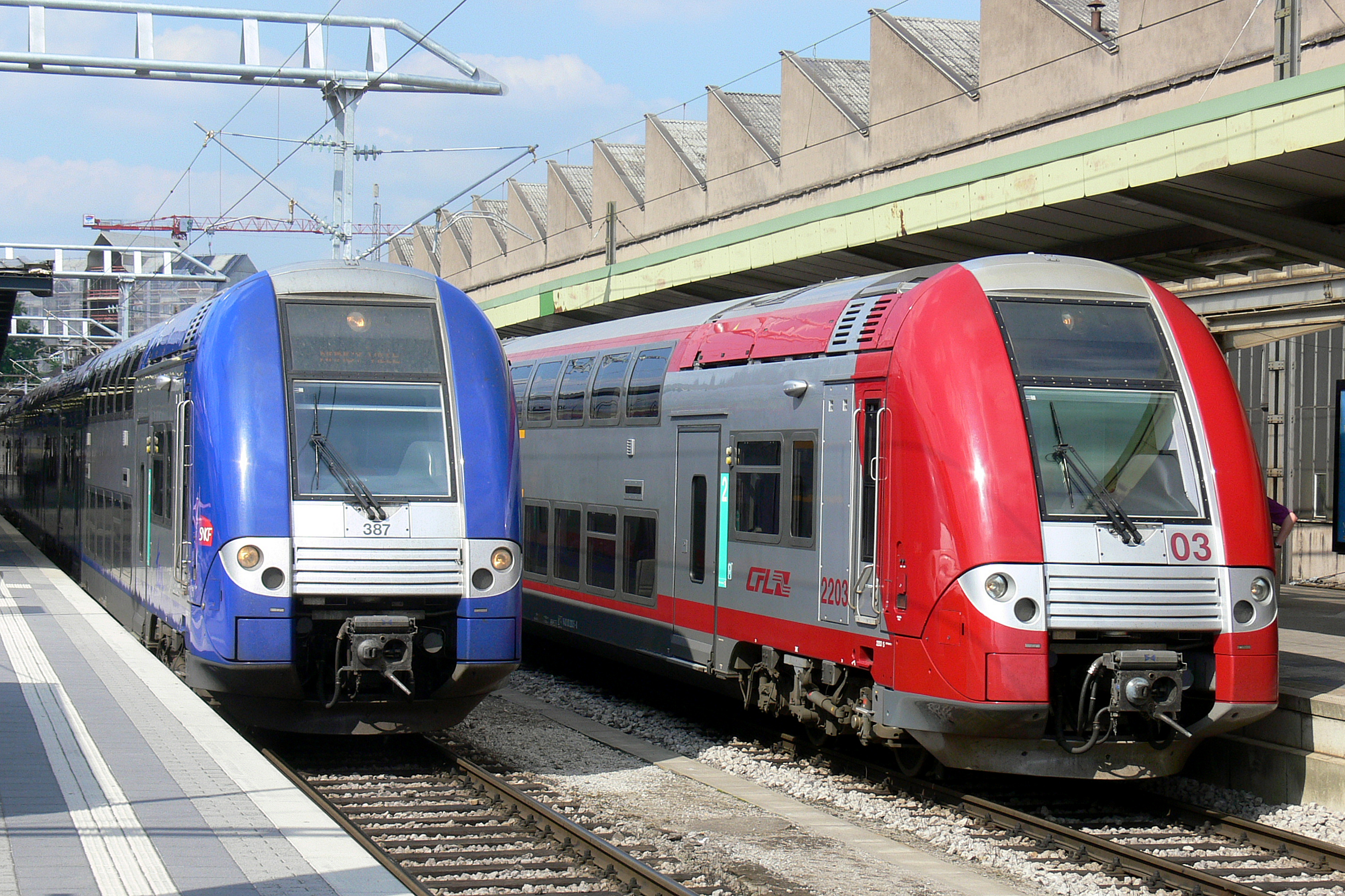
Coradia Duplex der SNCF und der CFL im Bahnhof Luxemburg
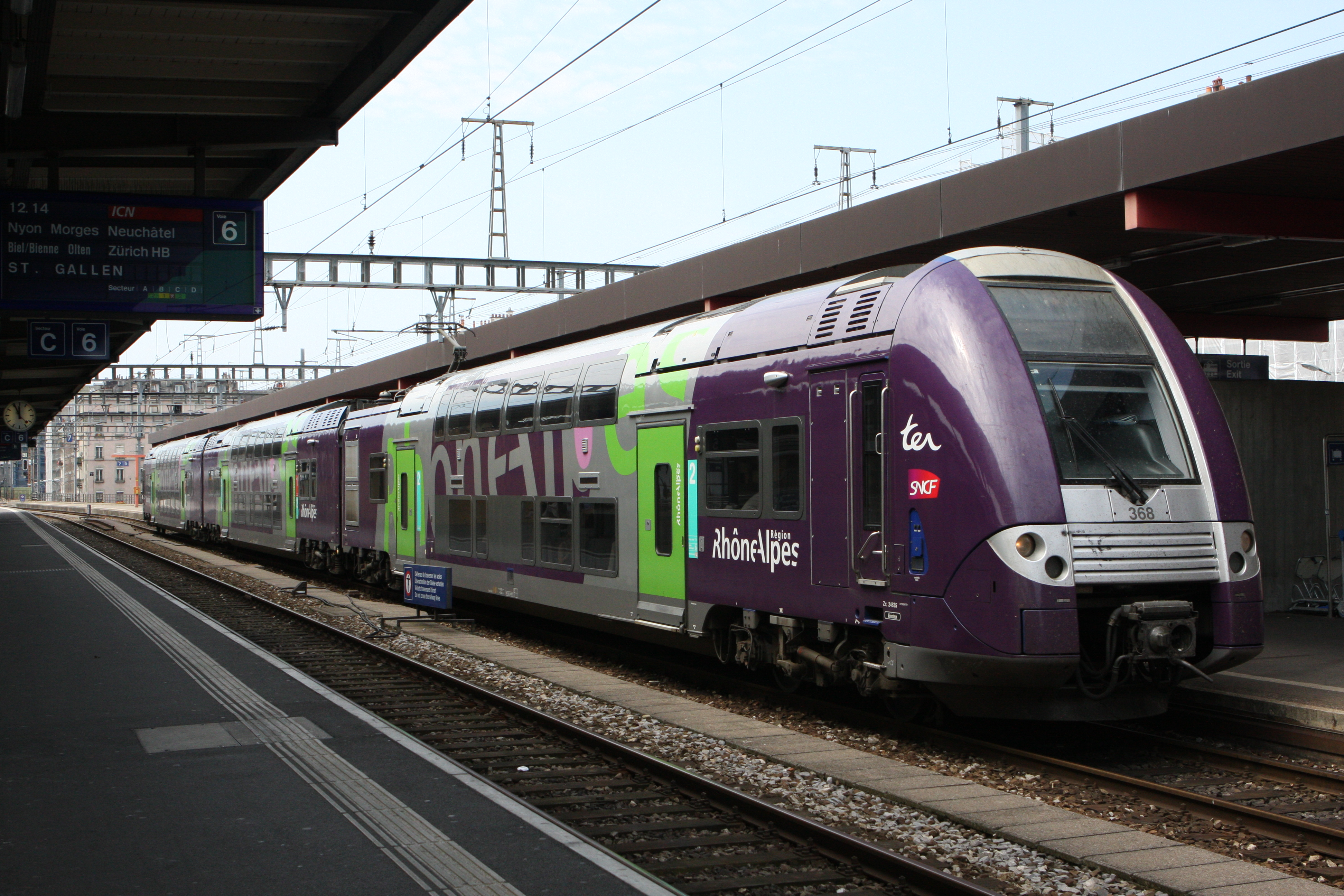
Coradia Duplex der SNCF in Genf
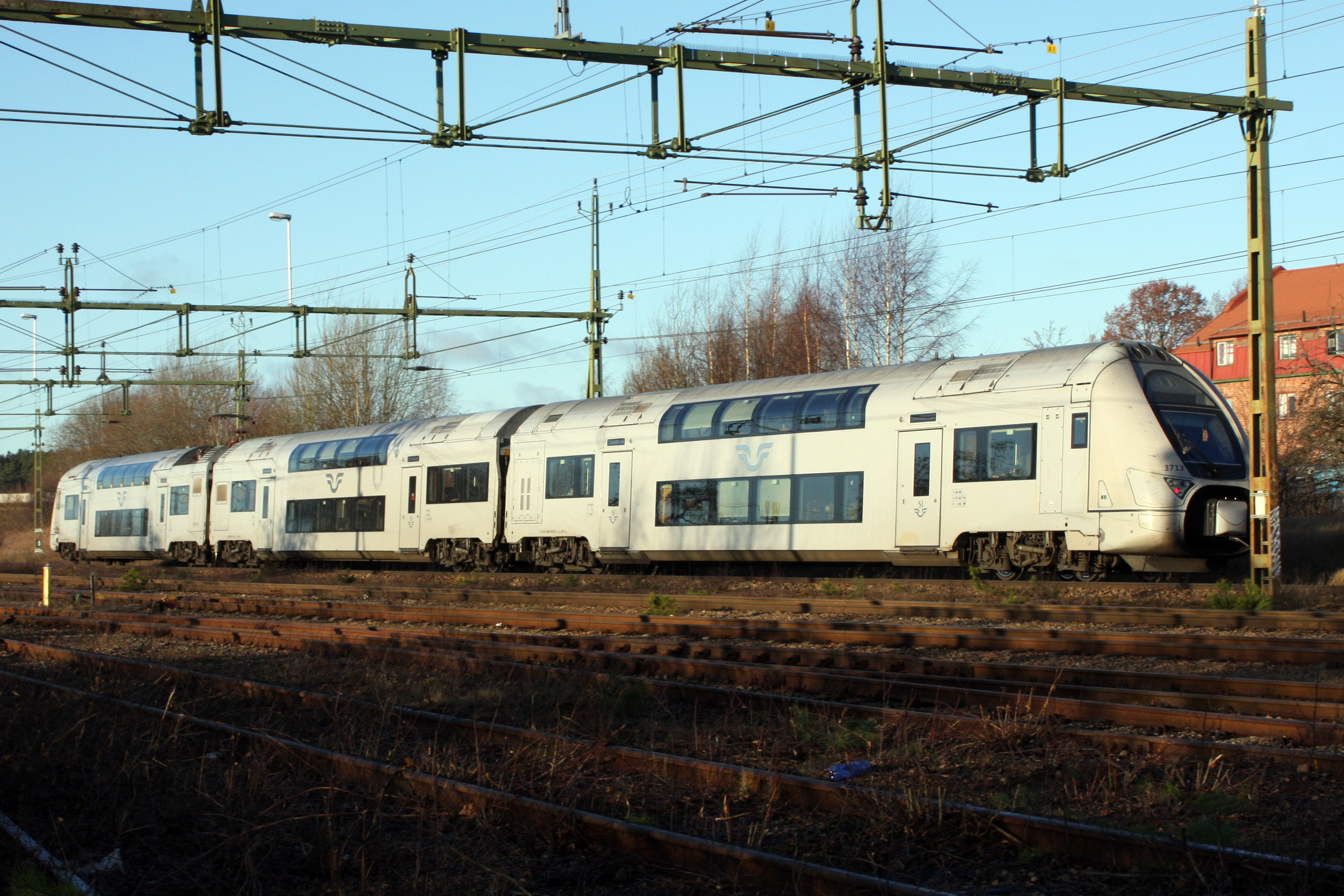
Schwedischer Triebzug Alstom Coradia Duplex SJ X40 in Nyköping
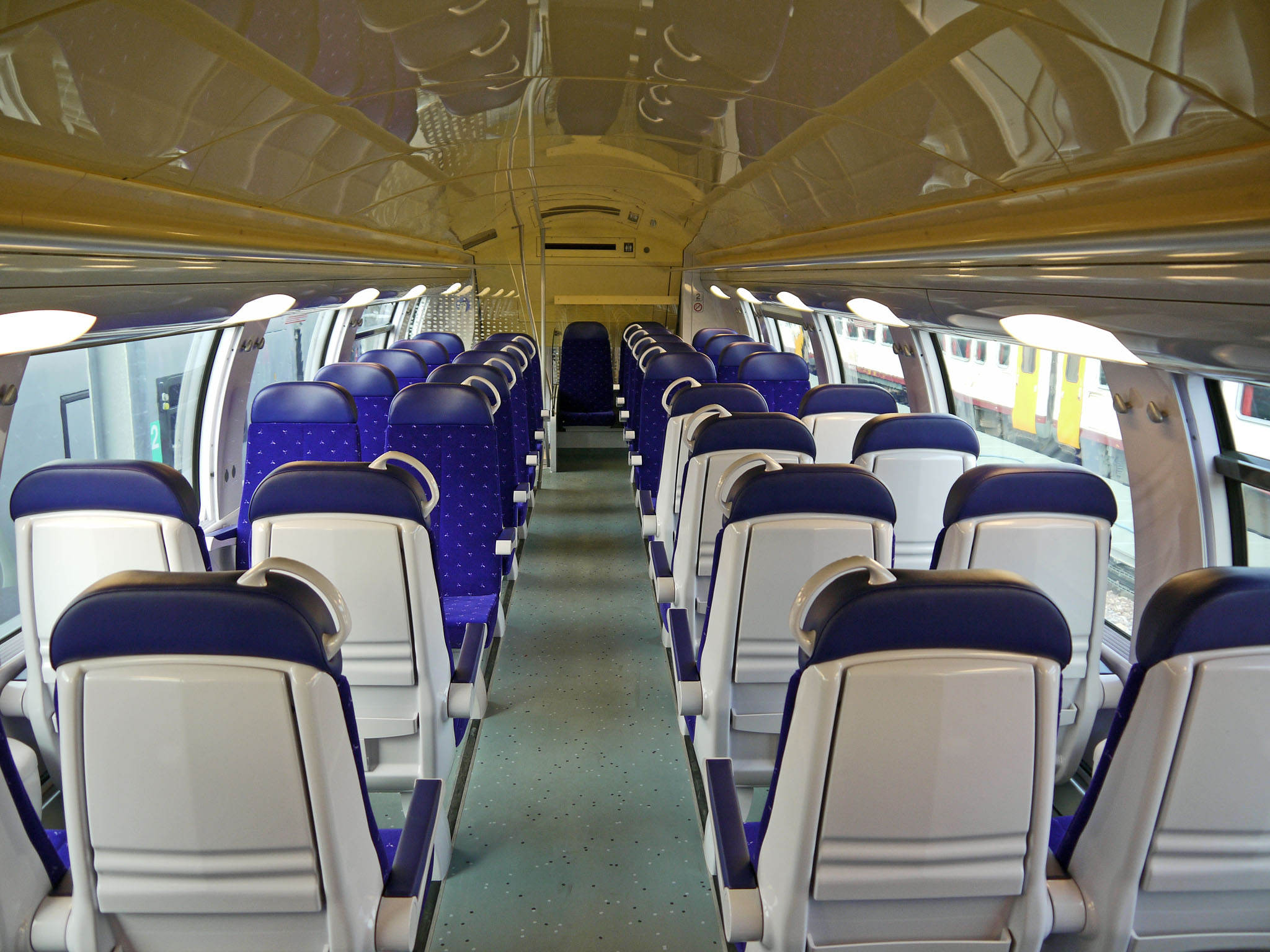
Zweite Klasse Oberdeck in einem CFL-Zug
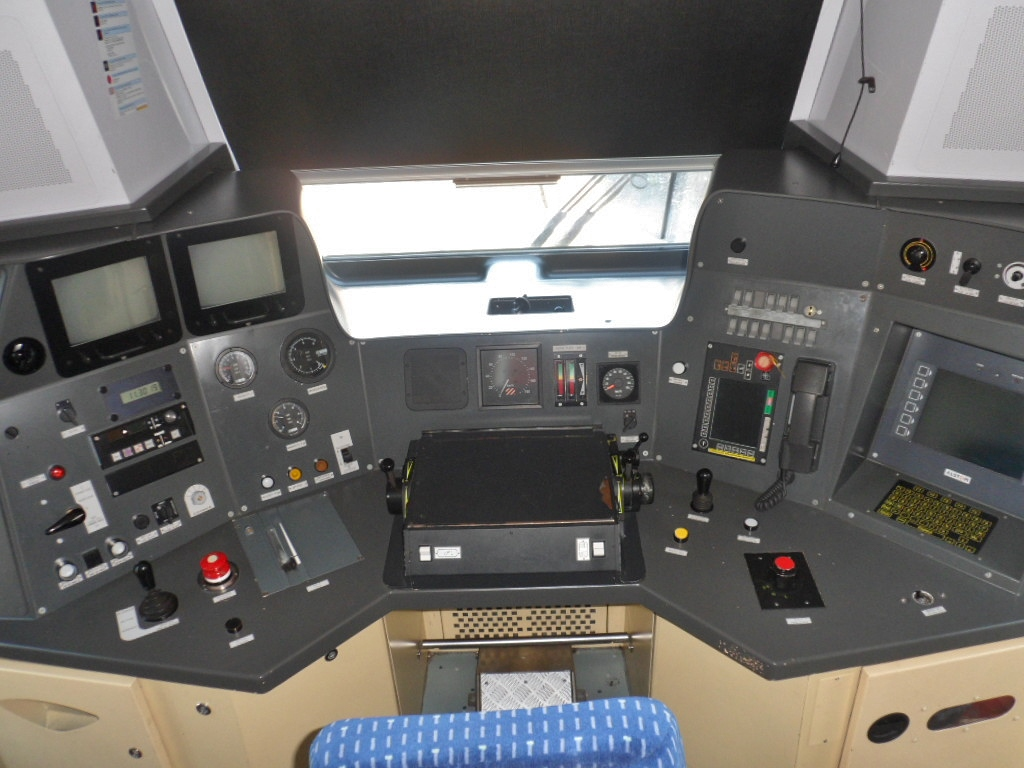
Fahrerkabine eines SNCF Z24500